# Horváth Zita
Horváth Zita (Zalaegerszeg, 1970. június 17. –) magyar történész, egyetemi tanár, a Miskolci Egyetem Bölcsészettudományi Karának dékánja 2013-ban, 2017-től 2020-ig felsőoktatásért felelős helyettes államtitkár, a Miskolci Egyetem rektora.

## Élete
1984–1988 között a helyi Zrínyi Miklós Gimnáziumban tanult. 1988–1990 között a Zala Megyei Levéltár segédlevéltárosaként dolgozott, majd tanulmányait 1992–1997 között a Miskolci Egyetem Bölcsészettudományi Karán folytatta. Itt szerzett történelem szakos bölcsész és középiskolai tanár diplomát. 1997–2000 között a Miskolci Egyetem Irodalomtudományi Doktori Iskolájának volt doktorandusza, PhD-fokozatát 2001-ben szerezte meg. 2015-ben német nyelvű társadalomtudományi és gazdasági szakfordító szakirányú továbbképzésen vett részt. 2016-ban habilitált.
1999–2003 között a Miskolci Egyetem egyetemi tanársegédje, 2003–2009 között egyetemi adjunktusa, 2009-től egyetemi docense, 2019 szeptemberétől pedig egyetemi tanára. 2009–2013 között a Miskolci Egyetem Bölcsészettudományi Karának általános és tanulmányi dékánhelyettese, majd dékánja. 2011–2013 között tanszékvezető (BTK, Kora Újkori Történeti Tanszék). 2013–2017 között a Miskolci Egyetem általános rektorhelyettese, 2016–17-ben intézetigazgató (BTK, Történettudományi Intézet). 2017–2020 között felsőoktatásért felelős helyettes államtitkár. 
2019 augusztusától az Eötvös Loránd Kutatási Hálózat – ma: Magyar Kutatási Hálózat – Titkársága Irányító Testületének tagja. 2021. január 13-án vette át kinevezését Áder János köztársasági elnöktől, rektori kinevezése február 12-től lépett életbe.
2025-ben, Miskolc város napján megkapta a várostól Az Egyetemért – A Városért díjat.

## Fontosabb publikációi
- Világi és egyházi földbirtoklás Borsod megyében az úrbérrendezés idején. In: Szirácsik, Éva (szerk.) A földesurak szerepe. Budapest, Magyarország : Unicus Műhely Kiadó (2018) 291 p. pp. 94–133., 40 p.
- Borsod megye és Miskolc parasztsága az Úrbérrendezés idején. HERMAN OTTÓ MÚZEUM ÉVKÖNYVE 57 pp. 49–56., 8 p. (2018)
- Borsod megye parasztsága az úrbérrendezés idején. In: Horváth Gergely Krisztián; Csikós Gábor; Hegedűs István; Ö. Kovács József (szerk.) Életvilágok és társadalmi gyakorlatok a 18-20. században. Budapest, Magyarország: MTA Bölcsészettudományi Kutatóközpont, (2017) pp. 65–106., 41 p.
- The Peasantry of Gemer County at the Time of the Socage Regulations. ACTA HISTORICA NEOSOLIENSIA Tom. 20.: Vol. 1 pp. 35–47., 12 p. (2017)
- Gömör megye parasztsága az úrbérrendezés idején. In: Szirácsik, Éva (szerk.) Régi nagybirtokok, új kutatások. Budapest, Magyarország: Unicus Műhely Kiadó, (2015) pp. 158–166., 9 p.
- Piacközpontok Borsod megyében az úrbérrendezés idején: forráselemzés. PUBLICATIONES UNIVERSITATIS MISKOLCINENSIS SECTIO PHILOSOPHICA Tom. 18.: Fasc. 1. pp. 123–130., 8 p. (2014)
- Die Geschichte der Bauern in Ungarn des 18. Jahrhunderts. In: Florin, Sfrengeu; Sorin, Sipos; Éva, Gyulai (szerk.) History and Archaeology in the Central Europe: New Historiography Interpretations, Nagyvárad, Románia: Editura Universitatea din Oradea, (2011) pp. 94–102., 9 p.
- Örökös és szabadmenetelű jobbágyok a 18. századi Magyarországon. SZÁZADOK 143:5 pp. 1063–1104., 42 p. (2009)
- Paraszti vallomások Zalában. Zalaegerszeg, Magyarország: Zala Megyei Levéltár (2006), 540 p. ISBN 9637226540
- Paraszti vallomások Zalában. Zalaegerszeg, Magyarország: Zala Megyei Levéltár (2001), 480 p. ISBN 9637226400 [6]

## Tagságai
- Magyar Tudományos Akadémia köztestületi tag
- Magyar Történelmi Társulat
- Hajnal István Kör – Társadalomtörténeti Egyesület
- Magyar Levéltárosok Egyesülete
- 18. Századi Társaság
- a Magyar Tudományos Akadémia Miskolci Területi Bizottság Történettudományi Munkabizottsága